# OF-40主力戰車
OF-40主战坦克是一款由奥托梅莱拉公司以及飛雅特集團以外銷為目的所共同開發的主战坦克。在這兩家企業的合作協議中，奧托梅萊拉將負責開發並製造車體底盤，而動力組件及驅動裝置則由飛雅特集團提供。OF-40主战坦克的代號即是由兩家公司名稱的字首縮寫合併而來（OTO Melara以及Fiat）；而名稱中的「40」則代表了該款坦克的計畫重量。最初的設計工作由奧托梅萊拉公司於1977年展開，而第一輛原型車則於1980年建造完成。

## 設計
外觀上而言，OF-40與擁有焊接炮塔的德國豹1型主力戰車（豹1A3以及豹1A4）相當相似。事實上，OF-40確實與豹1型坦克共用部分零組件；而奧托梅萊拉公司自1974年起獲得德國原廠的生產授權後，亦持續於義大利境內自行生產豹1型坦克。OF-40的整體佈局依然遵循了現代坦克的傳統設計。駕駛席位於車體底盤的右前方；駕駛席的左側則用於儲存彈藥，並裝有一具核生化防護系統。炮塔位於車體中央，炮手席及車長席皆位於炮塔右側，裝填手則位於炮塔左側。

### 武裝
OF-40的主要武裝為一門105毫米線膛炮。這門炮是奧托梅萊拉公司專門為OF-40量身設計的。主炮本身裝有隔熱套，並附有一具抽風機以及一具半自動後膛閉鎖裝置。另外，該門火炮使用一具以垂直及水平軸心輔助的電子液壓驅動系統來瞄準。然而，主炮本身並沒有穩定裝置。主炮能夠發射北約常規的105毫米脫殼穿甲彈（炮口初速1470公尺/秒）、反戰車高爆彈（炮口初速1170公尺/秒）、黏著榴彈（炮口初速730公尺/秒），以及特殊彈種燃燒彈與煙霧彈。OF-40的次要武裝為兩挺7.62毫米口徑機槍：一挺電子擊發的同軸機槍，以及一挺安裝於炮塔頂部，靠近裝填手艙門的防空機槍。
OF-40使用一款由Officine Galileo公司研製的先進射控系統。車長席周邊裝有一具獨立的VS 580-B全像日夜穩定瞄準鏡，放大倍率為8倍。瞄準鏡的鏡頭則被安裝於一個靠近車長艙門的小型裝甲炮塔中。炮手則使用一具C125 8倍遠視瞄準鏡來同時瞄準主炮以及同軸機槍。這具瞄準鏡與阿萊尼亞VAQ-33雷射測距儀並列，其有效測距距離為400至10,000公尺。 

### 動力
OF-40使用一具德國MTU公司製造的MB 838 Ca M500柴油引擎，其轉速於每分鐘2,200轉時大約可輸出610千瓦（約829匹馬力）的推力。MB 838 Ca M500引擎是一具四衝程、渦輪增壓、10汽缸的多燃料發動機，形狀呈90°V型；引擎以一具液壓力矩轉換器連接著ZF傳動系統，其上並有一個行星齒輪變速箱，共有4個前進檔及2個倒退檔。該具引擎是水冷式的，但後來被改為自動氣冷式系統以適應乾燥的環境。系統能夠主動偵測引擎過熱的狀況，並自動啟動風扇來降溫。引擎也包含了一套自動滅火系統。
路輪部件包含了14條（一側7條）以橡膠包覆的雙凹型負重輪，兩條惰輪（位於車體前方），兩條鍊齒輪（位於車體後方），以及10條用以支撐履帶的支撐輪（一側5條）。履帶的使用壽命約為2,500公里。OF-40採用獨力扭力桿懸吊系統，並輔以位於第一對、第二對、第三對、第六對以及第七對路輪上的液壓避震器及摩擦阻尼器。 
OF-40在有換氣裝置輔助的情況下亦能涉入一定深度的水中。

## 銷售情況
OF-40是一款由意大利奥托梅莱拉推出及仿照西德豹1型設計的主力坦克，剛面世時便引起許多國家的注意，特別是有意向西德購買豹1型坦克，但難以取得武器輸出許可嚴格的西德政府同意出口的國家，但最終的銷售成績並不理想。奥托梅莱拉公司曾表達願意向西班牙及希臘授權在境內生產OF-40，作為向兩國推銷的策略，但希臘在1970年代末期獲西德同意供應豹1型，西班牙則決定採用法國授權在境內生產的AMX-30E，所以在歐洲的銷售未取得成功。東南亞的泰國曾經對OF-40進行過實地測試，但最終並未購買。由於西德當時限制向戰火頻發的中東地區及阿拉伯國家出口重型武器，所以中東國家被奥托梅莱拉公司視為重要的潛在出口市場，曾經向埃及推銷OF-40，但是沒有成功，最終OF-40唯一的客戶是阿拉伯聯合大公國，阿聯酋下訂的第一批共18輛OF-40於1981年交貨，接著第二批亦為18輛OF-40，另加3輛OF-40裝甲回收車的訂單則於1985年交貨，阿聯酋合共購入36輛OF-40主力坦克及3輛裝甲回收車。奧托梅萊拉公司現在已不再銷售OF-40。

## 衍生型號
OF-40 Mk.2：一款裝備OG14LR射控系統的OF-40，另外議加裝了雙重炮管穩定裝置以及改良式感應器。OF-40 Mk.2擁有一具更為先進的日夜遠視儀，並有7倍及14倍兩種倍率可供炮手選擇；另外，炮塔頂部亦加裝了一具LLLTV攝影機（英語：Low Light Level Television camera，意為低光度成像攝影機），以提供於夜間作戰時更好的視野，並可識別2公里外的目標，而成像畫面將顯示於車長席及炮手席前方的螢幕上。OF-40 Mk.2亦於炮塔正面加裝了焊接嵌入裝甲。阿聯酋所擁有的所有OF-40皆已被升級至OF-40 Mk.2的規格。
OF-40 ARV：一款以OF-40底盤為基礎所建造的裝甲回收車，乘組員為4人，並可裝備一具18噸重的起重機、一具35噸重的絞盤、一具推土鏟以及焊接工具。
OF-40 SPAAG：一款近似於獵豹式防空坦克的防空自走炮，但從未被生產出來。
奧托馬蒂克：一款用OF-40的底盤加上奧托梅萊拉生產的76毫米艦砲和SMA VPS-A05雷達的自走高射炮。

## 用戶
- 阿联酋：36輛OF-40 Mk.2，以及3輛OF-40 ARV。

## 類似的主力戰車
- 豹1型坦克
- AMX-30主力戰車
- M60巴頓坦克